# Zaboršt pri Šentvidu
Zaboršt pri Šentvidu – wieś w Słowenii, w gminie Ivančna Gorica. W 2018 roku liczyła 85 mieszkańców.